# Центральное многообразие
Центра́льное многообра́зие особой точки автономного обыкновенного дифференциального уравнения — инвариантное многообразие в фазовом пространстве, проходящее через особую точку и касающееся инвариантного центрального подпространства линеаризации дифференциального уравнения. Важный объект изучения теории дифференциальных уравнений и динамических систем. В некотором смысле, вся нетривиальная динамика системы в окрестности особой точки сосредоточена на центральном многообразии.

## Формальное определение
Рассмотрим автономное дифференциальное уравнение с особой точкой 0:
{\displaystyle {\dot {x}}=Ax+f(x),\quad (*)}
где {\displaystyle x\in \mathbb {R} ^{n}}, {\displaystyle A} — линейный оператор, {\displaystyle f(x)} — гладкая функция класса {\displaystyle C^{k+1}}, причем {\displaystyle f(0)=0} и {\displaystyle Df(0)=0}. Иными словами, {\displaystyle Ax} — линеаризация векторного поля в особой точке 0.
| подпространство       | название                | спектр A                                      |
| --------------------- | ----------------------- | --------------------------------------------- |
| {\displaystyle T^{s}} | устойчивое (stable)     | {\displaystyle \operatorname {Re} \lambda <0} |
| {\displaystyle T^{u}} | неустойчивое (unstable) | {\displaystyle \operatorname {Re} \lambda >0} |
| {\displaystyle T^{c}} | центральное (center)    | {\displaystyle \operatorname {Re} \lambda =0} |

Согласно классическим результатам линейной алгебры, линейное пространство раскладывается в прямую сумму трех {\displaystyle A}-инвариантных подпространств {\displaystyle \mathbb {R} ^{n}=T^{s}\oplus T^{u}\oplus T^{c}}, где {\displaystyle T^{s},T^{u},T^{c}} определяются знаком вещественной части соответствующих собственных значений (см. табл.)
Эти подпространства являются инвариантными многообразиями линеаризованной системы {\displaystyle {\dot {x}}=Ax}, решением которой является матричная экспонента {\displaystyle x(t)=e^{At}x_{0}}. Оказывается, динамика системы в окрестности особой точки по своим свойствам близка к динамике линеаризованной системы. Точнее, справедливо следующее утверждение:
Предположим, что правая часть дифференциального уравнения (*) принадлежит классу {\displaystyle C^{k}}, {\displaystyle 2\leq k<\infty }. Тогда в окрестности особой точки существуют многообразия {\displaystyle W^{s},W^{u}} и {\displaystyle W^{c}} классов {\displaystyle C^{k},C^{k}} и {\displaystyle C^{k-1}} соответственно, инвариантные относительно фазового потока дифференциального уравнения. Они касаются в начале координат подпространств {\displaystyle T^{s},T^{u}} и {\displaystyle T^{c}} и называются устойчивым, неустойчивым и центральным многообразиями соответственно.
В случае, когда правая часть уравнения (*) принадлежит классу {\displaystyle C^{\infty }}, многообразия {\displaystyle W^{s}} и {\displaystyle W^{u}} также принадлежат классу {\displaystyle C^{\infty }}, но центральное многообразие {\displaystyle W^{c}}, вообще говоря, может быть лишь конечно-гладким. При этом для любого сколь угодно большого числа {\displaystyle k} многообразие {\displaystyle W^{c}} принадлежит классу {\displaystyle C^{k}} в некоторой окрестности {\displaystyle U_{k}}, стягивающейся к особой точке при {\displaystyle k\to \infty }, так что пересечение всех окрестностей {\displaystyle U_{k}} состоит лишь из самой особой точки.
Устойчивое и неустойчивое инвариантные многообразия называются также гиперболическими, они определяются единственным образом; в то же время, локальное центральное многообразие определяется не единственным образом. Очевидно, что если система (*) линейна, то инвариантные многообразия совпадают с соответствующими инвариантными подпространствами оператора {\displaystyle A}.

### Пример: седлоузел

Фазовый портрет седлоузловой особой точки. Красным выделено одно из возможных локальных центральных многообразий

Невырожденные особые точки на плоскости не имеют центрального многообразия. Рассмотрим простейший пример вырожденной особой точки: седлоузел вида
{\displaystyle {\begin{cases}{\dot {x}}=x^{2}\\{\dot {y}}=y\end{cases}}}
Его неустойчивое многообразие совпадает с осью Oy и состоит из двух вертикальных сепаратрис {\displaystyle \{x=0,y>0\}} и {\displaystyle \{x=0,y<0\}} и самой особой точки. Остальные фазовые кривые задаются уравнением
{\displaystyle y(x)=y_{0}\exp \left({\frac {1}{x_{0}}}-{\frac {1}{x}}\right)},
где {\displaystyle y(x_{0})=y_{0}}.
Нетрудно видеть, что в левой полуплоскости единственная фазовая кривая, стремящаяся к особой точке, совпадает с лучом оси Ox {\displaystyle \{x<0,y=0\}}. В то же время, в правой полуплоскости существует бесконечно много (континуум) фазовых кривых, стремящихся к нулю — это графики функции y(x) для любого {\displaystyle x_{0}>0} и любого {\displaystyle y_{0}}. В силу того, что функция y(x) является плоской в нуле, мы можем составить гладкое инвариантное многообразие из луча {\displaystyle \{x<0,y=0\}}, точки (0, 0) и любой траектории в правой полуплоскости. Любое из них локально будет центральным многообразием точки (0, 0).

## Глобальные центральные многообразия
Если рассматривать уравнение (*) не в некоторой окрестности особой точки 0, а во всем фазовом пространстве {\displaystyle \mathbb {R} ^{n}}, можно дать определение глобального центрального многообразия. Неформально говоря, его можно определить как инвариантное многообразие, траектории на котором не стремятся к бесконечности (в прямом либо обратном времени) вдоль гиперболических направлений. В частности, глобальное центральное многообразие содержит все ограниченные траектории (а значит, и все предельные циклы, особые точки, сепаратрисные связки и т.д.) 
Рассмотрим проекции {\displaystyle \pi _{s},\ \pi _{u},\pi _{c}} пространства {\displaystyle \mathbb {R} ^{n}} на соответствующие инвариантные подпространства оператора {\displaystyle A}. Определим также подпространство {\displaystyle T^{h}=T^{u}\oplus T^{s}} и проекцию {\displaystyle \pi _{h}} на него. Центральным многообразием {\displaystyle W^{c}} называется множество таких точек {\displaystyle x} фазового пространства, что проекция траекторий, стартующих из {\displaystyle x}, на гиперболическое подпространство, ограничена. Иными словами
{\displaystyle W^{c}:=\left\{x\in \mathbb {R} ^{n}:\sup _{t\in \mathbb {R} }|\pi _{h}({\tilde {x}}(t,x))|<\infty \right\}},
где {\displaystyle {\tilde {x}}(t,x)} — такое решение уравнения (*), что {\displaystyle {\tilde {x}}(0,x)=x}.
Для существования глобального центрального многообразия на функцию {\displaystyle f(x)} необходимо наложить дополнительные условия: ограниченность и липшицевость с достаточно малой константой Липшица. В этом случае глобальное центральное многообразие существует, само является липшицевым подмногообразием в {\displaystyle \mathbb {R} ^{n}} и определено единственным образом. Если потребовать от {\displaystyle f(x)} гладкости порядка {\displaystyle k} и малости производной, то глобальное центральное многообразие будет иметь гладкость порядка {\displaystyle k} и касаться центрального инвариантного подпространства {\displaystyle T^{c}} в особой точке 0. Из этого следует, что если рассматривать ограничение глобального центрального многообразия на малую окрестность особой точки, то оно будет локальным центральным многообразием — это один из способов доказательства его существования. Даже если система (*) не удовлетворяет условиям существования глобального центрального многообразия, её можно модифицировать вне какой-то окрестности нуля (домножив на подходящую гладкую срезающую функцию типа «шапочка»), так, чтобы эти условия стали выполняться, и рассмотреть ограничение имеющегося у модифицированной системы глобального центрального многообразия. Оказывается, можно сформулировать и обратное утверждение: можно глобализовать локально заданную систему и продолжить локальное центральное многообразие до глобального. Точнее, это утверждение формулируется следующим образом:
Следует отметить, что переход от локальных задач к глобальным и наоборот часто используется при доказательстве утверждений, связанных с центральными многообразиями.

## Принцип сведения
Как было сказано выше, нетривиальная динамика вблизи особой точки «сосредоточена» на центральном многообразии. Если особая точка гиперболическая (то есть линеаризация не содержит собственных значений с нулевой вещественной частью), то центрального многообразия у неё нет. В этом случае, согласно теореме Гробмана-Хартмана, векторное поле орбитально-топологически эквивалентно своей линеаризации, то есть с топологической точки зрения динамика нелинейной системы полностью определяется линеаризацией. В случае негиперболической особой точки топология фазового потока определяется линейной частью и ограничением потока на центральное многообразие. Это утверждение, называемое принципом сведения Шошитайшвили, формулируется следующим образом:
Предположим, что правая часть векторного поля (*) принадлежит классу {\displaystyle C^{2}}. Тогда в окрестности негиперболической особой точки оно орбитально-топологически эквивалентно произведению стандартного седла и ограничению поля на центральное многообразие:
{\displaystyle {\begin{cases}{\dot {x}}=w(x)\\{\dot {y}}=-y\\{\dot {z}}=z,\end{cases}}\quad x\in W^{c},\ y\in T^{s},\ z\in T^{u}}